# Het zwaard van Michaelius
Het zwaard van Michaelius is een episch fantasieverhaal geschreven door Miléon. Het draait om een de sluimering van een eeuwenoud conflict tussen mensen en Sjamanen enerzijds en woeste monsters van een andere wereld, waaronder orks, aardmannen, trollen, dwergen en elfen anderzijds. De achtergrond en culturen gaan van middeleeuws tot klassiek romeins en Grieks. Het eerste boek van de reeks is uitgebracht in 2 delen. Het zwaard van Michaelius: De gouden adelaar deel 1 en deel 2. Er staan in totaal zes boeken gepland, waarvan de eerste drie titels reeds gekend zijn.
- Boek 1 ''De gouden adelaar''
- Boek 2 De gouden griffioen
- Boek 3 De ijzeren vuist

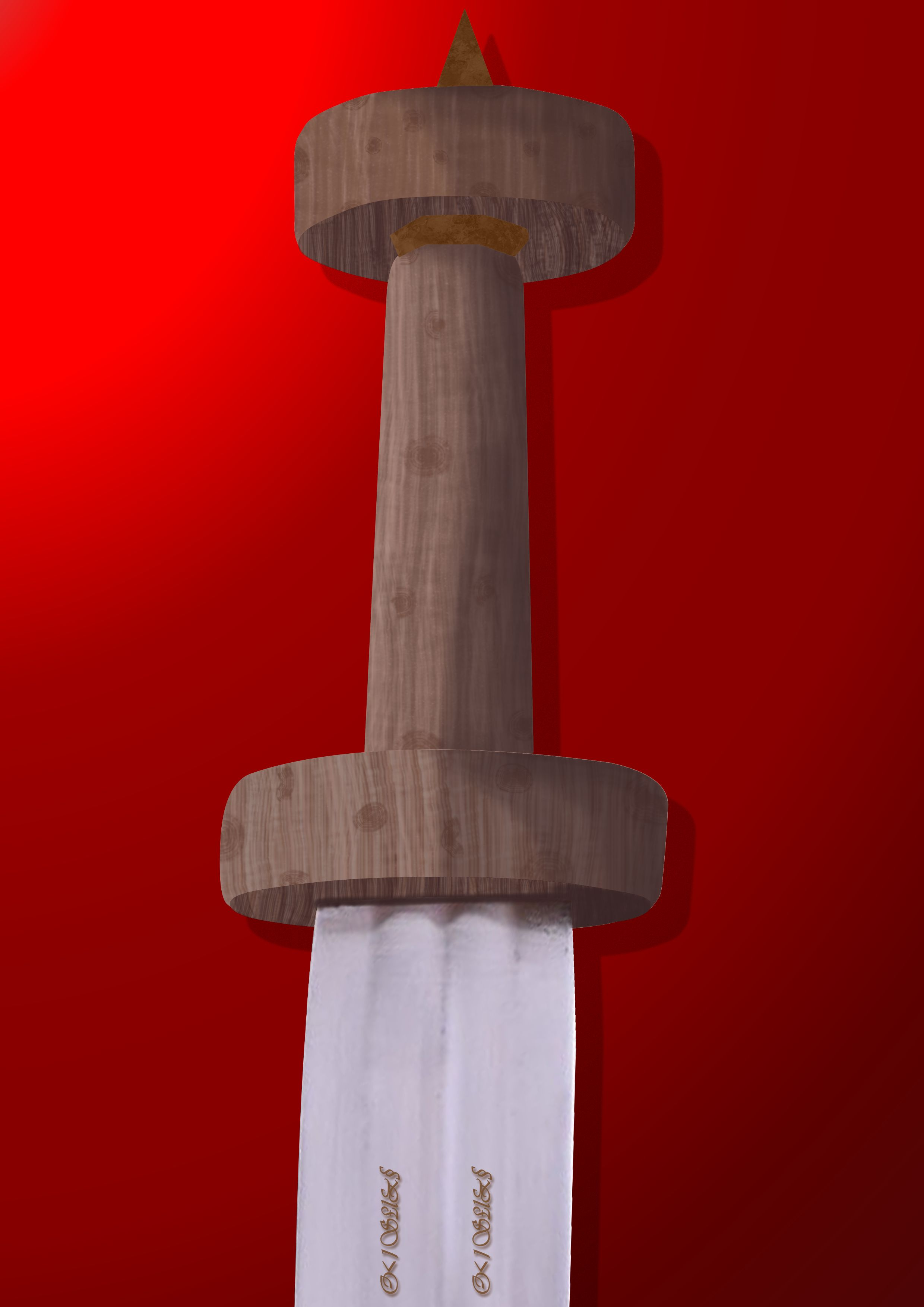
Onbewerkte cover De gouden adelaar deel 1
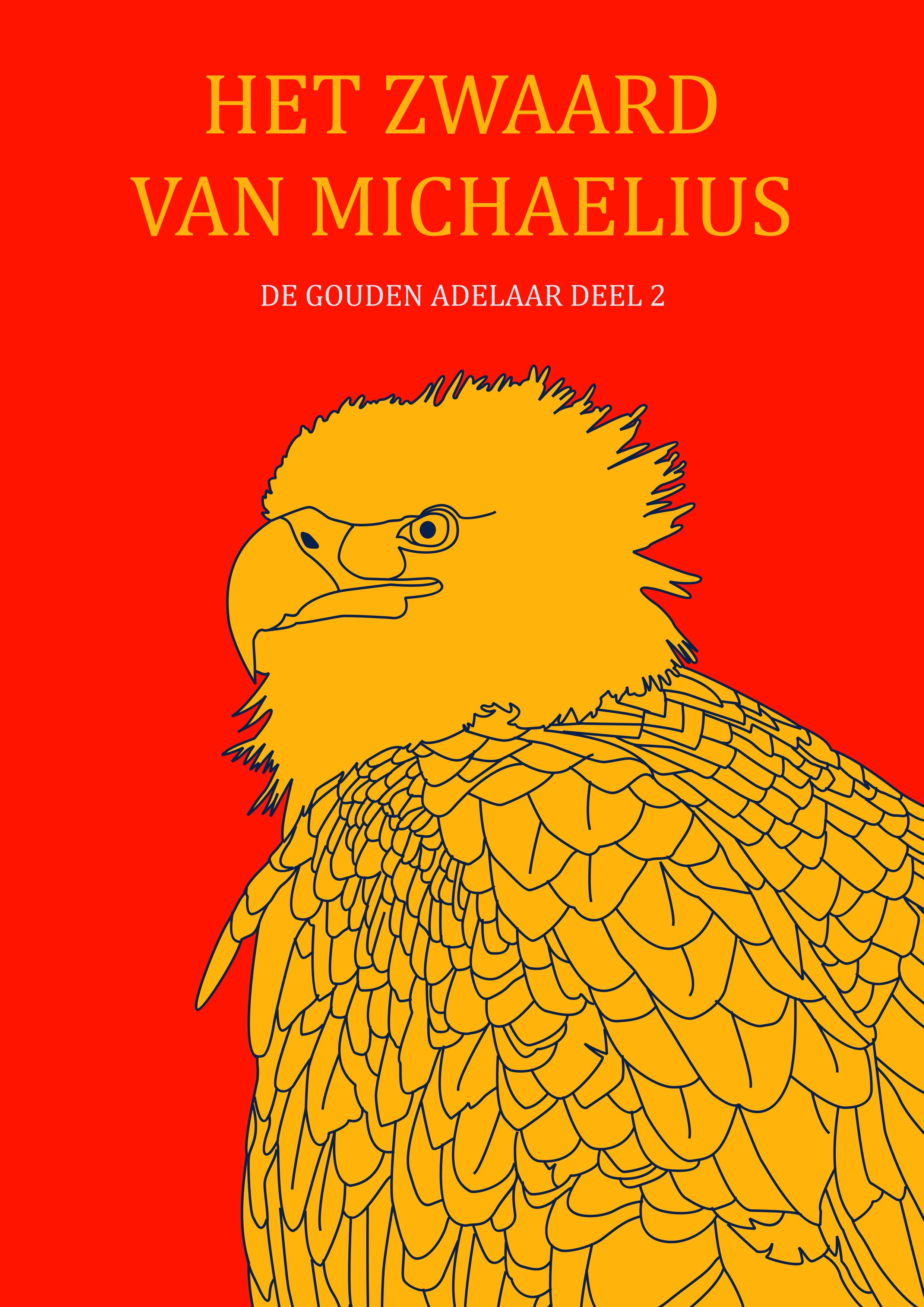
Onbewerkte cover De gouden adelaar deel 2

## Verhaal
Het verhaal begint bij de Sjamanen. Zij waren magische wezens die grenzeloos konden scheppen en wiens magie onbegrijpelijk was voor sterfelijke geesten. Met hun draken heersten ze over de wereld en hun scheppingen. Eerst de Elfen, erna de dwergen en als laatsten hun favorieten, de mens. De periode van vrede werd echter abrupt onderbroken toen er een poort geopend werd naar de nevenwereld. Van hieruit kwam een ander magisch ras de wereld binnen, met in hun zog gruwelijke wezens die alles verwoestten. Na een lange oorlog konden de mensen, samen met de elfen en dwergen, de vijand terugdringen naar zijn wereld. De mensen, elfen en dwergen werden geleid door twee menselijke kampioenen, Nikrin en Michaelius. Die eerste keerde zich echter af van de Sjamanen en begon een nieuwe oorlog tegen hen, ditmaal met enkele stammen mensen, de elfen, dwergen en de overige monsters vanuit de nevenwereld achter zich. Nikrin werd echter in duel verslagen door Michaelius en diens door de Sjamanen gezegende zwaard. Alle wezens die zich achter Nikrin geschaard hadden, werden verbannen naar de nevenwereld. Op de plaats waar de poort is, werd een machtig fort gebouwd, om de monsters voor altijd weg te houden uit de mensenwereld. Duizenden jaren verstreken en de verschillende beschavingen en rijken, kwamen steeds meer in conflict met elkaar te liggen. De Sjamanen verdwenen en lieten de wereld achter zich. Het Michalliaanse rijk, het grootste en machtigste in de mensenwereld. Wordt gelukkig nog steeds geregeerd door een Michaelius en diens magische zwaard. De nieuwe heerser van het Michalliaanse rijk, Claudius, gelooft echter niet meer in de oude sprookjes en hij heeft zijn handen vol met het besturen van het rijk en het uitroeien van zijn tegenstand. Zijn jongere broer, Gaius, gelooft wel nog in de oude verhalen en dit brengt beide machtige mannen op ramkoers. Beide mannen hebben nog twee jongere zussen, Eirene en Zoë, die Claudius gebruikt om zijn politieke macht te verstevigen. In Micenicum, de hoofdstad van het Michalliaanse rijk, zijn er nog verschillende politici die hun eigen doelen voor ogen hebben en op de keizerlijke familie hun invloed proberen uitwerken. De vier Michaelii hebben nog een oudere bastaardbroer, Servius, die een vredig leven leidt in het noorden als onbenullige soldaat in het gigantische Michalliaanse leger. Maar ook zijn leven zal niet langer onbewogen blijven.